# Miss Italia nel mondo 2001
L'undicesima edizione di Miss Italia nel mondo si è svolta presso le Terme Berzieri di Salsomaggiore Terme il 2 settembre 2002 ed è stata condotta da Carlo Conti. Vincitrice del concorso è risultata essere la statunitense Valentina Patruno.

## Piazzamenti
| Risultato finale           | Concorrente                                 |
| -------------------------- | ------------------------------------------- |
| Miss Italia nel mondo 2001 | - Stati Uniti d'America - Valentina Patruno |
| 2ª classificata            | - Belgio - Malica Cavan                     |

## Concorrenti[2]
- 01 Algeria - Deborah Losapio
- 02 Antille Olandesi - Tamara Lucia Scaroni
- 03 Argentina - Ana Delgado Carreras
- 04 Argentina - Sofia Minotto
- 05 Australia - Fiona Scali
- 06 Belgio - Malica Cavan
- 07 Brasile - Richardeny Luiza Maffezzoni Lemke
- 08 Bulgaria - Violeta Stefanova Gendjelieva
- 09 Canada - Paula Postigo
- 10 Cile - Macarena Carmona
- 11 Cina - Wei Na Qiu
- 12 Colombia - Andrea Maria Noceti Gómez
- 13 Danimarca - Camilla Libonati
- 14 Francia - Aurélie Gambalonga
- 15 Germania - Anna Henneböle
- 16 Germania - Giovanna Castania
- 17 Gran Bretagna - Annamaria Todino
- 18 Liechtenstein - Nathalia Mella
- 19 Lussemburgo - Caroline Cantanhede
- 20 Malta - Nikki Farrugia
- 21 Moldavia - Rodica Novac
- 22 Paesi Bassi - Rosalie Vrielink
- 23 Paraguay - Laura Pallarolas
- 24 Perù - Fiorella Vismara
- 25 Romania - Monica Ivascu
- 26 Siria - Aiche Barikhan
- 27 Slovenia - Spela Seljah
- 28 Spagna - Clara Malagrida
- 29 Stati Uniti - New Jersey - Tristina Amabile
- 30 Stati Uniti - Valentina Padruno
- 31 Sudafrica - Simone Maria Brocco
- 32 Svezia - Malmö - Paola Righetti
- 33 Svezia - Sofia Jovannelli
- 34 Svizzera - Patrizia Buscemi
- 35 Thailandia - Elena Sanguankeo
- 36 Tunisia - Selima Zanetti
- 37 Uruguay - Claudia Leticia Torterolo
- 38 Venezuela - Luisana Baylone Espinoza
- 39 Venezuela - Samadhi Pizzorni Gallinari
- 40 Zimbabwe - Robyn Koen